# داود الذي لا يغلب

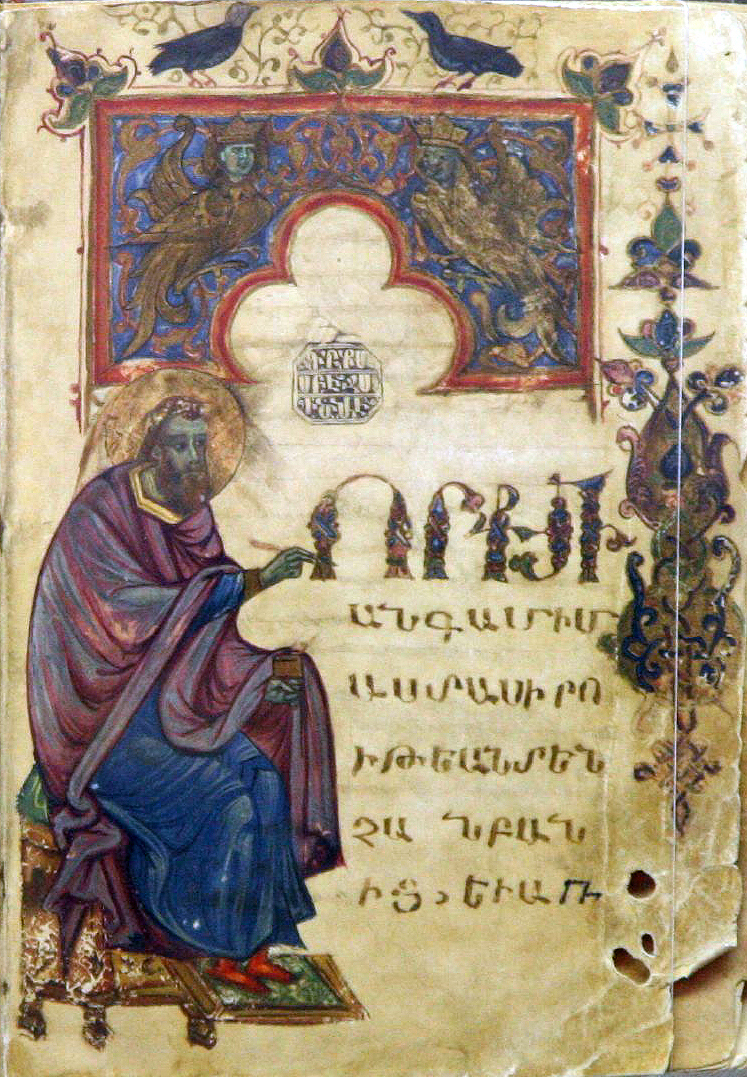
«داود الذي لا يغلب» في مخطوط قديم.

داود الذي لا يغلب (القرن الخامس للميلاد) هو كاتب وفيلسوف أرمني.
من المصنفات التي نسبت اليه: «مديح الصليب» وشروح على أعمال أرسطو.